# Witold Wnuk (matematyk)
Witold Wnuk (ur. 17 czerwca 1953 w Bydgoszczy) – polski matematyk, profesor nauk matematycznych. Specjalizuje się w analizie funkcjonalnej. Profesor Wydziału Matematyki i Informatyki Uniwersytetu im. Adama Mickiewicza w Poznaniu.

## Życiorys
Habilitował się w 1990 w Instytucie Matematycznym PAN na podstawie oceny dorobku naukowego i rozprawy pt. Niektóre własności lokalnie solidnych krat liniowych związane z topologiami porządkowo ciągłymi. Tytuł naukowy profesora nauk matematycznych otrzymał w 2010. Pracuje jako profesor zwyczajny w Zakładzie Analizy Funkcjonalnej Wydziału Matematyki i Informatyki UAM. Jest członkiem Polskiego Towarzystwa Matematycznego. Był wykładowcą Wyższej Szkoły Bankowej w Poznaniu.
Autor monografii Representations of Orlicz lattices (wyd. PWN 1984, ISBN 83-01-05819-6) oraz Banach lattices with order continuous norms (wyd. PWN 1999, ISBN 83-01-12927-1). Swoje prace publikował w takich czasopismach jak m.in. "Commentationes Mathematicae" oraz "Studia Mathematica".